# Tournefortia gibberosa
Tournefortia gibberosa är en strävbladig växtart som beskrevs av Ignatz Urban. Tournefortia gibberosa ingår i släktet Tournefortia och familjen strävbladiga växter. Inga underarter finns listade i Catalogue of Life.